# Івано-Золотівська сільська рада
Іва́но-Золоті́вська сільська́ ра́да — адміністративно-територіальна одиниця та орган місцевого самоврядування в Заліщицькому районі Тернопільської області. Адміністративний центр — село Іване-Золоте.

## Загальні відомості
- Територія ради: 18,46 км²
- Населення ради: 900 осіб (станом на 2001 рік)
- Територією ради протікає річка Дністер

## Населені пункти
Сільській раді були підпорядковані населені пункти:
- с. Іване-Золоте

## Склад ради
Рада складалася з 14 депутатів та голови.
- Голова ради: Гуменюк Іван Михайлович
- Секретар ради: Рудик Ганна Дмитрівна

### Керівний склад попередніх скликань
| Прізвище, ім'я, по батькові | Основні відомості                                                             | Дата обрання | Дата звільнення |
| --------------------------- | ----------------------------------------------------------------------------- | ------------ | --------------- |
| Гуменюк Іван Михайлович     | Сільський голова, 1954 року народження, безпартійний                          | 26.03.2006   | 31.10.2010      |
| Франків Назар Зіновійович   | Сільський голова, 1983 року народження, освіта незакінчена вища, безпартійний | 31.10.2010   | 02.06.2013      |
| Гуменюк Іван Михайлович     | Сільський голова, 1954 року народження, освіта середня загальна, безпартійний | 02.06.2013   |                 |

Примітка: таблиця складена за даними сайту Верховної Ради України

### Депутати
За результатами місцевих виборів 2010 року депутатами ради стали:

#### За суб'єктами висування
| Суб'єкт висування | Кількість обраних депутатів | %   |
| ----------------- | --------------------------- | --- |
| Самовисування     | 14                          | 100 |

#### За округами
| № округу | Прізвище, ім'я, по батькові   | Дата визнання обраним | Освіта             | Партійна приналежність | Відомості про обраного депутата                                |
| -------- | ----------------------------- | --------------------- | ------------------ | ---------------------- | -------------------------------------------------------------- |
| 1        | Гандзюк Орися Василівна       | 01.11.2010            | вища               | позапартійна           | Іване-Золотівська загальноосвітня школа І-ІІ ст., вчитель      |
| 2        | Юрчишин Галина Павлівна       | 01.11.2010            | середня спеціальна | позапартійна           | Іване-Золотівська загальноосвітня школа І-ІІ ст., техпрацівник |
| 3        | Гандзюк Тетяна Ярославівна    | 01.11.2010            | середня спеціальна | позапартійна           | приватний підприємець                                          |
| 4        | Атаманюк Галина Дмитрівна     | 01.11.2010            | середня спеціальна | позапартійна           | тимчасово не працює                                            |
| 5        | Гуменюк Віра Мирославівна     | 01.11.2010            | середня спеціальна | позапартійна           | Іване-Золотівська сільська рада, землевпорядник                |
| 6        | Гандзюк Роман Дмитрович       | 01.11.2010            | незакінчена вища   | позапартійний          | Іване-Золотівська загальноосвітня школа І-ІІ ст., вчитель      |
| 7        | Дерев'янчук Галина Василівна  | 01.11.2010            | середня спеціальна | позапартійна           | Іване-Золотівська загальноосвітня школа І-ІІ ст., кухар        |
| 8        | Колодій Олександер Сергійович | 01.11.2010            | середня спеціальна | позапартійний          | приватний підприємець                                          |
| 9        | Облещук Галина Тарасівна      | 01.11.2010            | вища               | позапартійна           | Іване-Золотівська сільська рада, бухгалтер                     |
| 10       | Гандзюк Дмитро Григорович     | 01.11.2010            | середня            | позапартійний          | тимчасово не працює                                            |
| 11       | Оліяр Галина Дмитрівна        | 01.11.2010            | середня спеціальна | позапартійна           | тимчасово не працює                                            |
| 12       | Рудик Ганна Дмитрівна         | 01.11.2010            | вища               | позапартійна           | Іване-Золотівська сільська рада, секретар ради                 |
| 13       | Венжин Михайло Іванович       | 01.11.2010            | вища               | позапартійний          | тимчасово не працює                                            |
| 14       | Юрчишин Володимир Іванович    | 01.11.2010            | вища               | позапартійний          | тимчасово не працює                                            |